# NGC 7759
NGC 7759 (другие обозначения — PGC 72496, MCG -3-60-18) — линзообразная галактика (SB0) в созвездии Водолей.
Этот объект входит в число перечисленных в оригинальной редакции «Нового общего каталога».